# Andrew Saul
Pour les articles homonymes, voir Saul.
Andrew Saul (né le 6 novembre 1946) est un millionnaire américain originaire de Katonah, président du Federal Retirement Thrift Investment Board et vice-président du Metropolitan Transit Authority à New York.